# Liste der Listen von Flüssen in Amerika
Die Liste der Listen von Flüssen in Amerika ist unterteilt in: 
- Liste von Flüssen in Nordamerika
  - Liste der Flüsse in Kanada
    - Liste der Flüsse in Alberta
    - Liste der Flüsse in British Columbia
    - Liste der Flüsse in Manitoba
    - Liste der Flüsse in Neufundland und Labrador
    - Liste der Flüsse in New Brunswick
    - Liste der Flüsse in den Nordwest-Territorien
    - Liste der Flüsse in Nova Scotia
    - Liste der Flüsse in Nunavut
    - Liste der Flüsse in Ontario
    - Liste der Flüsse in Québec
    - Liste der Flüsse in Saskatchewan
    - Liste der Flüsse im Yukon-Territorium
- Liste von Flüssen in den Vereinigten Staaten
  - Liste der Flüsse in Alabama
  - Liste der Flüsse in Alaska
  - Liste der Flüsse in Arizona
  - Liste der Flüsse in Arkansas
  - Liste der Flüsse in Colorado
  - Liste der Flüsse in Connecticut
  - Liste der Flüsse in Delaware
  - Liste der Flüsse in Florida
  - Liste der Flüsse in Georgia
  - Liste der Flüsse in Hawaii
  - Liste der Flüsse in Idaho
  - Liste der Flüsse in Illinois
  - Liste der Flüsse in Indiana
  - Liste der Flüsse in Iowa
  - Liste der Flüsse in Kalifornien
  - Liste der Flüsse in Kansas
  - Liste der Flüsse in Kentucky
  - Liste der Flüsse in Louisiana
  - Liste der Flüsse in Maine
  - Liste der Flüsse in Maryland
  - Liste der Flüsse in Massachusetts
  - Liste der Flüsse in Michigan
  - Liste der Flüsse in Minnesota
  - Liste der Flüsse in Mississippi
  - Liste der Flüsse in Missouri
  - Liste der Flüsse in Montana
  - Liste der Flüsse in Nebraska
  - Liste der Flüsse in Nevada
  - Liste der Flüsse in New Hampshire
  - Liste der Flüsse in New Mexico
  - Liste der Flüsse in New Jersey
  - Liste der Flüsse in New York
  - Liste der Flüsse in North Carolina
  - Liste der Flüsse in North Dakota
  - Liste der Flüsse in Ohio
  - Liste der Flüsse in Oklahoma
  - Liste der Flüsse in Oregon
  - Liste der Flüsse in Pennsylvania
  - Liste der Flüsse in Rhode Island
  - Liste der Flüsse in South Carolina
  - Liste der Flüsse in South Dakota
  - Liste der Flüsse in Tennessee
  - Liste der Flüsse in Texas
  - Liste der Flüsse in Utah
  - Liste der Flüsse in Vermont
  - Liste der Flüsse in Virginia
  - Liste der Flüsse in Washington
  - Liste der Flüsse in West Virginia
  - Liste der Flüsse in Wisconsin
  - Liste der Flüsse in Wyoming

- Liste von Flüssen in Mittelamerika
  - Liste der Flüsse in Belize
  - Liste der Flüsse in Costa Rica
  - Liste von Flüssen in der Dominikanischen Republik
  - Liste der Flüsse in Ecuador '
  - Liste der Flüsse in El Salvador
  - Liste von Flüssen in Guatemala
  - Liste der Flüsse in Haiti
  - Liste der Flüsse in Honduras
  - Liste der Flüsse in Jamaika
  - Liste der Flüsse in Nicaragua
  - Liste der Flüsse in Panama

- Liste von Flüssen in Südamerika
  - Liste der Flüsse in Argentinien
  - Liste der Flüsse in Bolivien
  - Liste der Flüsse in Brasilien
  - Liste der Flüsse in Chile
  - Liste von Flüssen in Guyana
  - Liste der Flüsse in Kolumbien
  - Liste der Flüsse in Paraguay
  - Liste der Flüsse in Peru
  - Liste der Flüsse in Suriname
  - Liste der Flüsse in Uruguay
  - Liste der Flüsse in Venezuela